# 武定路大火
武定路大火又稱武定路火灾、西摩路大火、西摩路大火案、1947年上海西摩路、武定路口大火案，是1947年農曆大年初一（1月22日）晚9时40分發生在中華民國上海市武定路、西摩路路口的一起火災。这场大火最初起于武定路425号所在的一家铜匠作坊，大火很快蔓延至西摩路660弄10余幢房屋。起火之后，各区消防队先后共派出11 辆消防车，百余名消防队员赶赴现场滅火。此次火災共计焚毁房屋十三幢，其中洋房八幢，损失达二十余万元法幣，前后焚烧达13小时（一說15小時），直至第二天中午才熄滅。民間批評消防員救火不力，西摩路国民小學校长潘文珍以及一些媒體指控消防員見火不救；另外受灾住户三友实业社老板王云甫家中的金条失蹤，因而有人指控金條被消防員盜竊，也有人表示金条被消防员索要，消防員「讲斤头」滅火，給黃金才肯滅火，結果種種說法引發民憤，市民要求上海市政当局徹查消防員的問題。

## 調查
上海市市长吳國楨发表谈话，均主张要彻查真相，对消防渎职人员从严法办。上海市参议会议长潘公展到火灾现场周围查看，同时召见上海市警察局局长宣铁吾並交换意见。1月27日，上海市参议会召集各报记者，上海市参议会议长潘公展表示上海市参议会有权公开讯问在这次大火中表現失职的消防人员。
上海市政府於當年1月28日成立武定路火灾调查委员会（又稱五人委员会）。委员会的成员有：上海市政府代表参事、中國国民党上海市党部执行委员葛克信、上海市警察局代表督察处长张达、上海市参议会代表参议员、警政委员会召集人张达作、江宁区區长侯隽人，灾户代表郑载坚（后又改为潘文珍），共5人。
1月29日，江苏省监察署派人到上海调查。上海市警察局副局长俞叔平陪同江苏省监察署监察使程中行视察火场。
1月31日，中國国民党上海市党部召開會議，中國国民党上海市党部主任委员张治表示要协助政府追查真相。
3月22日，中国市政协会上海分会在上海市参议会二楼会议厅召开消防座谈会，上海市政府秘书长代表吴国桢出席。出席会议的人员有：上海市警察局消防处处长、上海市商会代表、上海市总工会代表以及各区区长等60余人。此次消防座谈会针对武定路大火暴露出的诸多问题进行讨论，并初步达成共识，提出若干具体改進措施。

## 逮捕和審判
五人委员会成立第二天，上海市警察局消防处江寧区队长李塘、班长尚志魁、消防员戴光荣、朱昌鹤、袁成钧、蔡治英被逮捕。2月6日，五人委员会出具《武定路大火案有关刑事部分报告书》，並上報給市長吳國楨，吳國楨下令被逮捕的消防員由警察局移送法院起訴。
4月24日，西摩路大火案被起訴的二十三人中的尚志魁、戴光荣、立成钧的趁火灾發生之际盜竊指控成立，三人被处有期徒刑1年6个月，其餘人無罪。

## 後續
武定路大火案发生后，上海市民对消防人员产生了严重的不信任感。不久虹口新记路的中南制罐厂发生了火灾，消防员驱车赶到工厂时，屋顶正在冒烟，消防员拟上屋
顶打开瓦片滅火，但遭工厂职员阻止，工厂职员說消防員又要来「趁火打劫」，消防员只好请职工同上屋顶，将正在燃烧中的火势制止。職工的表現引起消防员非常不滿，最終该厂经理出面道歉。
同時新闸路附近也發生火災，不過由於消防胶带陈旧不堪，当水龙出水时，突然破裂。在场旁观群众中有人說「这样一来，又可以讲斤头了」。消防员不滿，火势扑灭后，消防員将该旁观者带到消防处，准备將其押往警察局，不過被消防处處长周兆祥阻止。
武定路大火后，上海市消防員不滿多次受辱，於是200余名消防員上街游行。遊行隊伍从河南中路280号消防区队出发，经福州路外滩，然后沿南京路、西藏中路回到河南路消防队。游行队伍高举「我们要控诉」五个大字的横幅。同时新闸路消防队全体消防员致函上海市参议会，声称消防员因為武定路大火已成为市民饭后谈笑之资料，消防员似乎已成为勒索抢劫之强盗，要求上海市参议会替他們討回公道。不久上海全体消防员500余人一起提出总辞职，消防員表示无论是否扑灭火灾，他们都将面临偷窃和受贿的指控。吴国桢亲自出面慰留提出辞职的全体消防员，并承诺改善消防设施，提高消防员待遇。上海市警察局消防處長周兆祥在上海市警察局主辦的《上海警察》刊登《我控訴》一文，同樣表達對消防員受辱的不滿。
上海市参议会第二次大会曾专门讨论並通过了「为改善警察待遇，提高警察素质，并革除恶习案」（消防人員當時屬於警察）、「为增强消防效率拟组织上海市消防委员会案」。上海市政府表示將尽力更换消防器材，劃撥5亿元法幣从国外订购消防器材。上海市政府所拟1947年度中心工作计划，也包括了增加警力与提高警员素质、强化消防与改善设施、提高消防人员待遇等具体内容。